# Cisco Nexus

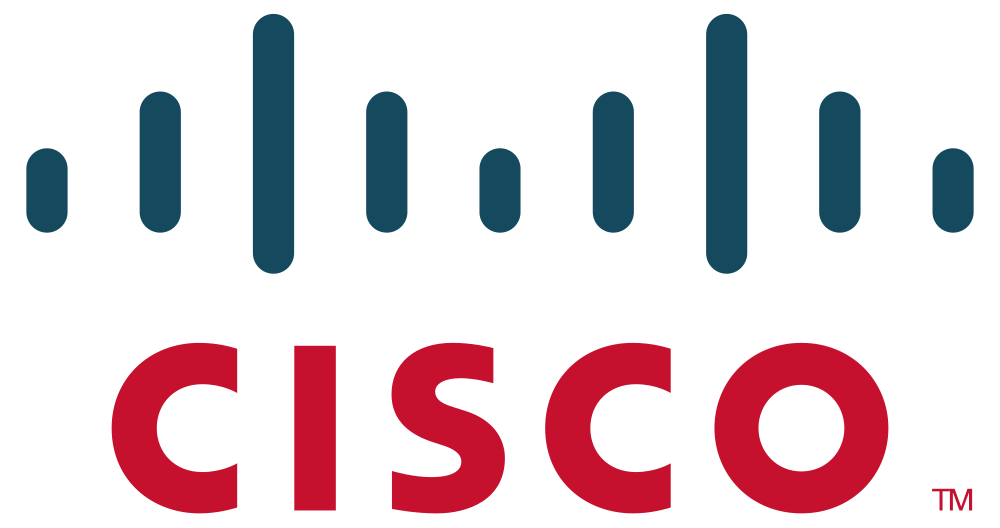

Cisco Nexus — серія модульних мережевих комутаторів, призначених для дата-центрів.
Фактично комутатори Nexus прийшли на заміну популярним комутаторам Cisco Catalyst 6500, як мережевий Hi-End продукт для дата-центрів.
На базі комутаторів Nexus будується програмно-конфігурована мережа, що за задумом компанії Cisco дозволяє ефективно з'єднувати між собою різноманітні об'єкти дата-центрів та сприяти організації їх ефективного адміністрування та контролю.
В комутаторах Nexus широко використовується технологія fabric computing
Назва Nexus являє собою гру слів, з одного боку слово Nexus (укр. Нексус) є запозиченням з латині і перекладається, як зв'язок з іншого боку це слово є співзвучним з абревіатурою NX-OS (NeXt-generation Operating System), операційною системою наступної генерації, що використовується на комутаторах Nexus, яка прийшла на заміну традиційній Cisco IOS.
Вперше Cisco Systems презентувала Nexus 28 січня 2008 року. Перші шасі сімейства Nexus 7000 мали по десять слотів (блейдів), два з яких виконували функцію супервізорів, вісім інших були модулями вводу/виводу. Доступ до цих модулів виконується з передньої панелі. На задній панелі знаходяться п'ять координатних комутаторів.

## Лінійка продуктів
Станом на 2016 рік на IT ринку присутні наступні продукти лінійки Cisco Nexus:
- Nexus 1000v — віртуальний комутатор, що використовується у VMware vSphere та Hyper-V[7].
- Nexus 2000 — fabric-extender[en] (укр. фабрикант-розширник), контроль і керування цих комутаторів виконується через «батьківське» обладнання.
- Nexus 3000 серія — мережеві комутатори, що монтуються в телекомунікаційну стійку, особливістю комутаторів цього типу є підтримка технології VXLAN.
- Nexus 4000 серія — високошвидкісні комутатори, що підтримують технологію 10 Gigabit Ethernet, побудовані на інтегральних мікросхемаж ASIC. Розроблений у співтоваристві з компанією IBM, як блейд IBM BladeCenter[en].

«Батьківське» обладнання, в якому Nexus 2000 можуть використовуватися як віддалені лінійні карти:
- Nexus 5000 серія — мережеві комутатори третього рівня, що монтуються в телекомунікаційну стійку, крім LAN забезпечують також комутацію SAN трафіку. Комутатори працюють на бітовій швидкості 10 Gigabit Ethernet, а деякі моделі цієї серії на 40 Gigabit Ethernet. Комутатори підтримують технології: Fibre Channel, FCoE, VXLAN та NVGRE[en].
- Nexus 6000 серія — мережеві комутатори третього рівня, можуть мати до 96 40 Gigabit Ethernet портів або до 384 10 GE.
- Nexus 7000 серія — модульні комутатори, мають пропускну спроможність до 1.3 терабайта на кожний слот (блейд) або більш ніж 83 терабайтів на шасі.
- Nexus 9000 серія — на додачу до технологій молодших серій підтримує MPLS-VPN (BGP-EVPN).